# Tournoi des Six Nations féminin 2008
Cet article traite de l'épreuve féminine. Pour la compétition masculine, voir Tournoi des Six Nations masculin 2008.
Pour un article plus général, voir Tournoi des Six Nations féminin.
Navigation
Tournoi féminin 2007 Tournoi féminin 2009
Le Tournoi des Six Nations féminin 2008 est une compétition de rugby à XV féminin qui se déroule du 1er février au 16 mars 2008.
L'équipe d'Angleterre gagne le tournoi en refaisant un Grand Chelem, comme en 2007.
La compétition se déroule comme chaque année avec cinq journées disputées en février et mars. Chacune des six nations participantes affronte toutes les autres, soit un total de quinze matchs disputés. Trois équipes ont l'avantage de jouer à domicile, mais cet avantage change à chaque édition. Si une équipe gagne ses cinq matchs, elle remporte le Grand Chelem en plus du titre de champion d'Europe.

## Le classement
|                | MJ | V | N | D | PP  | PC  | Diff | Pts |
| -------------- | -- | - | - | - | --- | --- | ---- | --- |
| Angleterre     | 5  | 5 | 0 | 0 | 213 | 18  | +195 | 10  |
| Pays de Galles | 5  | 4 | 0 | 1 | 72  | 76  | -4   | 8   |
| France         | 5  | 3 | 0 | 2 | 104 | 72  | +32  | 6   |
| Irlande        | 5  | 2 | 0 | 3 | 66  | 65  | +1   | 4   |
| Italie         | 5  | 1 | 0 | 4 | 48  | 167 | -119 | 2   |
| Écosse         | 5  | 0 | 0 | 5 | 39  | 144 | -105 | 0   |

Pts = Points au classement, J = Matchs joués, V = Matchs gagnés (2 points), N = Matchs nuls (1 point chacun), P = Matchs perdus (0 point), PP = Points pour (total des points marqués en match), PC = Points contre (total des points marqués, par les adversaires), Diff = différence entre PP et PC
Contrairement à bien d'autres compétitions de rugby à XV, le Tournoi des six nations n'a pas adopté de système de points bonus. Les vainqueurs reçoivent deux points, un pour un match nul, aucun pour une défaite.

## Les matches
Première journée
| Le 1er février à 14h40 à St Mary's RFC (Dublin) :      | Irlande    | 19 - 0  | Italie         |
| Le 2 février à 14h30 à London Irish RFC (Londres) :    | Angleterre | 55 - 0  | Pays de Galles |
| Le 3 février à 12h00 à Meggetland Stadium (Edinburgh): | Écosse     | 15 - 43 | France         |

Deuxième journée
| Le 9 février à 14h30 au Stadio Tre Fontane (Rome): | Italie         | 6 - 76  | Angleterre |
| Le 10 février à 13h00 à Taffs Wells RFC (Cardiff): | Pays de Galles | 23 - 6  | Écosse     |
| Le 10 février à 15h00 à Saint-Gratien :            | France         | 26 - 17 | Irlande    |

Troisième journée
| Le 23 février à 15h00 :            | Pays de Galles | 27 - 5 | Italie     |
| Le 23 février à 17h00 :            | Irlande        | 13 - 3 | Écosse     |
| Le 23 février à 21h00 : à Bergerac | France         | 0 - 31 | Angleterre |

Quatrième journée
| Le 8 mars a 13h15 :           | Irlande | 10 - 19 | Pays de Galles |
| Le 8 mars à 15h15 :           | Écosse  | 5 - 34  | Angleterre     |
| Le 9 mars à 15h00 : à Valence | France  | 35 - 6  | Italie         |

Cinquième journée
| Le 15 mars à 13h00 : | Italie         | 31 - 10 | Écosse  |
| Le 15 mars à 15h00 : | Angleterre     | 17 - 7  | Irlande |
| Le 15 mars à 17h00 : | Pays de Galles | 3 - 0   | France  |

## Détail

### Composition des équipes

#### Écosse
- Arrières : Hazel Belinski, Louise Dalgleish, Lyndsey Douglas, Cara D’Silva, Veronica Fitzpatrick, Sarah Gill, Tanya Griffith, Lindsey Harley, Suzi Newton, Julie Sanaghan, Laura Steven ;
- Avants : Lana Blyth, Sonia Cull, Beth Dickens, Joan Hutchinson, Mary Lafaiki, Heather Lockhart, Jilly McCord (cap.), Louise Moffat, Alex Pratt, Lynne Reid, Sarah-Louise Walker, Lindsay Wheeler.

#### France
| - Mayalen Aghigar - Sandrine Agricole - Céline Allainmat - Aurélie Bailon - Céline Barthélemy - Marie Bourret - Maud Camatta | - Claire Canal - Séverine Collombat - Mélanie Gauffinet - Lucille Godiveau - Marie Charlotte Hébel - Caroline Ladagnous - Anaïs Lagougine - Jeanne Laurence | - Angeline Mahuas - Gabrielle Mutis - Clémence Ollivier - Delphine Plantet - Sandra Rabier - Célia Rigout - Laetitia Salles - Estelle Sartini - Jennifer Troncy |  |

#### Irlande
- Arrières : Fiona Coghlan (UL Bohemians), Marie Barrett (Highfield), Gillian Bourke (UL Bohemians), Laura Guest (UL Bohemians), Jess Limbert (Cooke), Yvonne Nolan (Blackrock), Germaine Healy (Blackrock), Caroline Mahon (UL Bohemians), Kate O'Loughlin (Clonmel), Louise Austin (Blackrock), Orla Brennan (Blackrock), Joy Neville (UL Bohemians), Sinead Ryan (Blackrock)
- Avants : Sarahjane Belton (UL Bohemians (Captain) ), Louise Beamish (UL Bohemians), Tania Rosser (Blackrock), Niamh Briggs (Clonmel), Jo O'Sullivan (Richmond), Patrique Kelly (UL Bohemians), Shannon Houston (Blackrock), Grace Davitt (Blackrock), Helen Brosnan (Highfield), Lynne Cantwell (UL Bohemians), Amy Davis (Cooke), Linda O'Hara (Blackrock), Jackie Shiels (Richmond)

#### Italie
- 15 Michela Tondinelli (Benetton Treviso, 58 capes)
- 14 Silvia Pizzati (Sitam Riviera del Brenta, 41 capes)
- 13 Paola Zangirolami (Sitam Riviera del Brenta, 21 capes) – capitaine
- 12 Veronica Schiavon (Richmond, ANG, 26 capes)
- 11 Anna Mariani (Red & Blu Roma Rugby, sans sélection)
- 10 Valentina Schiavon (Sitam Riviera del Brenta, 21 capes)
- 9 Elisa Facchini (Benetton Treviso, 25 capes)
- 8 Silvia Gaudino (Monza, 23 capes)
- 7 Giuliana Campanella (Grazia Deledda Cagliari, 30 capes)
- 6 Sara Pettinelli (Red & Blu Roma Rugby, 6 capes)
- 5 Martina Barbini (Richmond, ING,  sans sélection)
- 4 Daniela Gini (Red & Blu Roma Rugby, 40 capes)
- 3 Flavia Severin (Benetton Treviso, 10 capes)
- 2 Elisa Cucchiella (Utensildodi Piacenza, 15 capes)
- 1 Cristina Sanfilippo (Red & Blu Roma Rugby, 33 capes)

- 16 Veronica Ceradini (Sitam Riviera del Brenta, 1 cape)
- 17 Alessandra Mestriner (Orso Biella, 8 capes)
- 18 Greta Petese (Monza, 6 capes)
- 19 Lara Fabbri (Monza, 17 capes)
- 20 Mirjam Keller (Red & Blu Roma Rugby, sans sélection)
- 21 Samatha Pagli (Utensildodi Piacenza, sans sélection)
- 22 Giulia Bratush (Cidiesse Pesaro, sans sélection)

#### Pays de Galles
- Avants

Jenny Davies (Waterloo), Louise Horgan (Saracens), Claire Horgan (Lichfield), Ruth Evans (Waterloo), Natalie Bowen (Whitland), Rhian Bowden (Clfton), Claire Donovan (Saracens), Rachel Taylor (Cardiff Quins), Jenny Doyle (Bath Ladies), Gemma Hallett (Pontyclun), Melissa Berry (capt, Clifton), Nic Evans (Wasps), Catrina Nicholas (Bath Ladies)
- Arrières

Non Evans (Clifton), Philippa Tuttiett (UWIC), Hayley Baxter (Cardiff  Quins), Louise Rickard (Woodbridge), Bethan Walsh (Wasps), Michaela Reed (Birchgrove), Clare Flowers (Clifton), Rachel Poolman (UWIC), Awen Thomas (Cardiff Quins), Naomi Thomas (Clifton), Laura Prosser (Pontyclun), Amy Day (UWIC)